# 米塔氏杜父魚
米塔氏杜父魚，為輻鰭魚綱鮋形目杜父魚亞目杜父魚科的其中一種，為溫帶淡水魚，分布於歐洲斯洛維尼亞多瑙河流域，體長可達9.7公分，棲息在溪流底中層水域，生活習性不明。